# George Nares
L'almirall Sir George Strong Nares (Llansenseld, comtat de Monmouthshire, 24 d'abril de 1831 - 15 de gener de 1915), fou un oficial naval britànic, explorador de l'Àrtida, Cavaller Comandant de l'Orde del Bany i membre de la Royal Society.
Com que ja tenia experiència en l'Àrtida, el 1875 li van encarregar una expedició de recerca del pol Nord, amb els vaixells HMS Alert i HMS Discovery (aquest manat pel capità Henry Stephenson). En aquesta expedició, Nares aconseguí ser el primer explorador que navegava per les aigües més septentrionals de la Terra, travessant el canal entre Groenlàndia i l'Illa d'Ellesmere —ara anomenat estret de Nares en honor seu— i essent el primer occidental que va arribar al mar de Lincoln. Fins aleshores, hi havia una teoria popular que aquella ruta portava a un suposat mar polar obert, una zona lliure de gel que hauria envoltat el Pol Nord, però Nares només hi va trobar un desert de gel flotant, la banquisa.